# Alfredo Sánchez Bella
Alfredo Sánchez Bella (Tordesilos, Guadalajara, 2 d'octubre de 1916 - Madrid, 24 d'abril de 1999) va ser un advocat i polític espanyol. Va ser ministre d'Informació i Turisme durant la dictadura franquista.

## Biografia
L'emigració de la família al Port de Sagunt buscant un futur millor va fer que Sánchez Bella pogués anar fins i tot a la universitat. Es va llicenciar en Dret i Filosofia i Lletres a la Universitat de València i es va doctorar en Ciències Històriques.
En la seva etapa com a estudiant universitari, es va dedicar al periodisme i va ser director de la revistes Libertas i Ánimos. Durant la Guerra Civil va lluitar en el bàndol franquista. Va combatre en la Primera Bandera de Falange i després va desenvolupar tasques de propaganda durant la contesa, dirigint després diversos periòdics i emissores. Va estar en l'anomenat Terç Mola i va formar part de la 1a Companyia de radiodifusió.
Entre els càrrecs ocupats es troben: Sotssecretari del Consell Superior d'Investigacions Científiques (1940-1941); Director de l'Instituto de Cultura Hispánica (1946-1956), fundant les revistes Mundo Hispánico i Cuadernos Hispanoamericanos; Ambaixador d'Espanya en la República Dominicana (1957-1959), Colòmbia (1959-1962) i Itàlia (1962-1969), i Ministre d'Informació i Turisme (d'octubre de 1969 a juny de 1973).
El 1947 va viatjar a Buenos Aires com a Delegat principal d'Espanya al primer Congrés d'Editors d'Amèrica Llatina, Espanya i Portugal. La seva presència va ser molt polèmica, ja que Espanya va ser l'únic país que es va negar a votar la resolució a favor de la llibertat d'expressió i en contra de la censura. En la cerimònia inaugural, molts dels presents es van absentar durant el seu discurs a causa de les seves crítiques contra els intel·lectuals exiliats a l'Argentina.
Com a ministre, va ordenar el tancament del diari Madrid, va mantenir i fins i tot va intensificar la censura de llibres i va rebre del seu predecessor, Manuel Fraga Iribarne, la tasca de coordinar el Gabinet d'Enllaç, òrgan interministerial que buscava centralitzar la informació del que en la dictadura anomenavn "elements subversius" dins i fora d'Espanya.
Des del seu cessament el 1973 fins al 1978 va dirigir el Banc Hipotecari, i del 1982 al 1983 el Círculo de Bellas Artes. Després es dedicà als negocis privats, de tal manera que el 1995 va adquirir al Banco de Santander el 10,5% del capital de Grand Tibidabo, convertint-se en el principal accionista, cosa que l'enfrontà a Javier de la Rosa.
Va ser a més membre fundador del Centre Europeu de Documentació i Informació, una espècie de club que aglutinava a intel·lectuals cristians ultraconservadors de diversos Estats europeus mobilitzats davant l'amenaça que el marxisme suposava per a la civilització cristiana. Va ocupar també els llocs de secretari general de l'Organització Internacional d'Universitaris Catòlics Pax Romana, president de les Joventuts Diocesanes d'Acció Catòlica, de Madrid, i sotssecretari de la Federació d'Estudiants Catòlics. Membre numerari de l'Opus Dei.

## Obres
- El marqués de Valparaíso, vida y aventura de un hispanoamericano del s.XVIII.
- El Conde-Duque de Olivares.
- La investigación científica en el mundo.
- Problemas universitarios y otros ensayos.
- La problemática hispanoamericana en la hora presente.